# گئورگ گروزر
گئورگ گروزر جونیور با نام شناسنامه‌ای گِئورگی گِروزر (به مجاری: György Grózer) (زاده ۲۷ نوامبر ۱۹۸۴ در بوداپست) بازیکن دو ملیتی مجاری آلمانی والیبال، عضو تیم ملی آلمان و باشگاه زنیت سنت پترزبورگ روسیه است. گروزر به همراه تیم ملی آلمان در قهرمانی جهان ۲۰۱۴ خوش درخشید و به همراه آلمان مقام سوم و مدال برنز قهرمانی جهان را کسب کرد. وی در سال‌های ۲۰۱۰، ۲۰۱۱، ۲۰۱۲، ۲۰۱۳ و ۲۰۱۴ به عنوان بازیکن سال والیبال آلمان انتخاب شد. گروزر بخاطر سرویس‌های پرسرعت و اسپک‌های بسیار قدرتمند مشهور است تا جایی که بخاطر ارتفاع اسپک بالا و اسپک‌های پر سرعت به او لقب بمب افکن آلمانی را داده‌اند.
گروزر بعد از غیبت‌هایی در تیم ملی آلمان بالاخره در سال ۲۰۱۹ در قهرمانی اروپا و انتخابی المپیک ۲۰۲۰ اروپا به میدان آمد و بازی‌های بسیار دیدنی به جا گذاشت و بعد از رقابت‌ها از تیم ملی خداحافظی کرد.

## انتخابی المپیک اروپا ۲۰۲۰
بعد از انتخابی المپیک در سنت پترزبورگ و ناکام ماندن فرانسه و صربستان فرصتی برای رفتن به المپیک در انتخابی قاره‌ها پیش آمد و کار تیم ملی آلمان را کمی سخت کرد. آلمان با بازی‌های نفسگیر و بازی‌های درخشان گروزر به فینال رسید و باید فرانسه را از پیش رو برمی‌داشت تا بار دیگر به المپیک برسد. اما تیم فرانسه توانست آلمان را شکست دهد تا تیم های مطرح اروپایی همچون آلمان، صربستان، هلند، بلغارستان و اسلوونی از المپیک باز بمانند.

## باشگاه
| باشگاه                 | کشور     | از   | تا   |
| واساش                  | مجارستان | ۱۹۹۲ | ۱۹۹۸ |
| دونافر                 | مجارستان | ۱۹۹۸ | ۲۰۰۰ |
| کومتا کاپوژوار         | مجارستان | ۲۰۰۰ | ۲۰۰۲ |
| مئرسر                  | آلمان    | ۲۰۰۲ | ۲۰۰۸ |
| لورتو                  | ایتالیا  | ۲۰۰۸ | ۲۰۰۸ |
| اشتوتگارت فریدریشسهافن | آلمان    | ۲۰۰۸ | ۲۰۱۰ |
| ژشوف                   | لهستان   | ۲۰۱۰ | ۲۰۱۲ |
| بلوگوری بلگورود        | روسیه    | ۲۰۱۲ | ۲۰۱۵ |
| زنیت سنت پترزبورگ      | روسیه    | ۲۰۱۵ | ۲۰۱۹ |